# Жеє-при-Коменді
Жеє-при-Коменді (словен. Žeje pri Komendi) — поселення в общині Коменда, Осреднєсловенський регіон, Словенія. Висота над рівнем моря: 333,2 м.